# Кошмары Фредди
«Кошмар на улице Вязов. Сериал: Кошмары Фредди» (англ. A Nightmare On Elm Street. The Series: Freddy’s Nightmares) — американский телесериал ужасов, выходивший в эфир с октября 1988 года по март 1990 года. Телевизионный спин-офф серии фильмов «Кошмар на улице Вязов» о похождениях маньяка Фредди Крюгера — его роль вновь исполнил актёр Роберт Инглунд. Крюгер появляется в каждом эпизоде в роли ведущего, а в некоторых сериях, как и в фильмах, выступает в качестве главного злодея. Первый эпизод снял режиссёр и сценарист Тоуб Хупер, создатель классического фильма «Техасская резня бензопилой» 1974 года.

## Сюжет
В городке Спрингвуд, штата Огайо, постоянно происходят таинственные убийства, самоубийства и несчастные случаи. Особенно они распространены среди юного населения города. А всё дело в том, что как только наступает ночь, и жители ложатся спать, повелитель ночных кошмаров Фредди Крюгер вновь начинает творить свои страшные дела…
Несмотря на то, что роль Фредди Крюгера исполняет всё тот же Инглунд, с кинофраншизой сериал никак не связан, никто из других персонажей фильмов в сериале не появляется, сам сериал по времени разворачивается в более позднюю эпоху, а сама история Крюгера рассказана по-новому.

## Сезоны
| Сезон | Сезон | Эпизоды | Оригинальная дата выхода | Оригинальная дата выхода |
| Сезон | Сезон | Эпизоды | Премьера сезона          | Финал сезона             |
| ----- | ----- | ------- | ------------------------ | ------------------------ |
|       | 1     | 22      | 8 октября 1988           | 27 мая 1989              |
|       | 2     | 22      | 9 октября 1989           | 12 марта 1990            |

## История создания
После успеха фильма «Кошмар на улице Вязов 3: Воины сна» и ожидаемого успеха фильма «Кошмар на улице Вязов 4: Повелитель сна», директор студии New Line Cinema Роберт Шей решил, что пора дать новую жизнь своему самому знаменитому герою на телевидении. Многие считали, что киноистория, замешанная на сексе и насилии, обретёт ещё более успешную жизнь на ТВ. Дирекция компании понимала, что для успешного появления Фредди на телевидении понадобится новая концепция, отличная от концепции фильмов (представление героев, Фредди убивает героев, некоторые выживают). Они сошлись на том, что необходимо создать шоу-антологию, как, например, «За гранью возможного» или «Сумеречная зона» с Фредди, в качестве хозяина шоу. Роберт Шей и телевизионный продюсер Скотт Стоун выступили исполнительными продюсерами шоу.
Главное отличие этого шоу от других подобных в том, что действие происходило в городе Спрингвуд, и не в будущем или альтернативном мире, как это было сделано в Сумеречной зоне. Именно с этого шоу кошмары Фредди появлялись в каждом эпизоде сериала. Каждый эпизод был разделён на две части. Обе части были связаны, но были достаточно самостоятельны, чтобы считаться отдельной историей. Например, в первой части, женщина играет в телевизионном шоу, ведущий которого сам Дьявол, а в следующей части она встречает старую женщину, которая говорит, что женщина убьет своего мужа (как позже выясняется — старуха — это женщина в будущем). Это было сделано для того, чтобы разделить часовое шоу на два получасовых. Структура была такова — Фредди представляет историю, затем неожиданно появляется прямо по середине с очень уместными замечаниями, а затем в конце он опять возникает, чтобы подвести итоги. Преимущество такого подхода в том, что Роберту Инглунду было уделено достаточно внимания, но не более того — не было самой целью делать главным действующим лицом шоу Фредди. Он появляется в эпизодах, чтобы настроить зрителя, и только в нескольких сериях Фредди становится центральным персонажем. Главные события фильма — кошмары разных героев, не обязательно с участием Фредди, но чаще всего исходящих от него. Все эпизоды поделены на две части, в которых рассказываются истории персонажей, так или иначе связанных друг с другом.
Сериал не был дистрибюрован сетью телерадиовещания, а «Warner Bros Television Distribution» договорилась о показе шоу с несколькими местными телекомпаниями. Трансляция производилась вне так называемого «prime time» (самое лучшее время, когда шоу смотрят большинство зрителей — с 20:00 до 23:00). Из-за своего негативного настроя — жестокости и повышенного содержания сексуальных сцен — шоу заняло место в позднем эфире, что гораздо снизило рейтинги. Низкие рейтинги — низкие закупочные цены. А значит шоу — не прибыльное для его создателей.
Премьера шоу состоялась 9 октября 1988 года, через 2 месяца после начала показа фильма «Кошмар на улице Вязов 4: Повелитель сна» в кинотеатрах. Первый эпизод назывался «No More Mr. Nice Guy» и рассказывал о последних днях Крюгера. Эпизод был снят Тоубом Хупером, режиссёром известного фильма ужасов «Техасская резня бензопилой».
Реакция на шоу лучше будет охарактеризована словом «различная». Шоу было низкобюджетным, и этим сказано всё. Серии были выпущены на видео. Но низкие продажи делали шоу сравнимым с ежедневными мыльными операми. Режиссура и сценарий были неплохи, но и не выделялись особенно — всё зависело от того, как преподносились новые эпизоды. Преданным поклонникам Фредди не понравилось, как изменился герой в сериале и поздних сиквелах. Главным плюсом сериала было то, что ни одно шоу ужасов не могло похвастаться таким набором режиссёров, специализировавшихся на создании страшилок: Тоуб Хупер «Техасская резня бензопилой», Дуайт Литтл («Хэллоуин 4: Возвращение Майкла Майерса»), Том Маклафлин («Пятница, 13-е: Джейсон жив») и другие. Роберт Инглунд снял эпизоды «Cabin Fever» и «Monkey Dreams». Мик Гаррис («Противостояние») и Уильям Мелоун («Дом ночных призраков») начали режиссёрскую карьеру со съёмок эпизодов для сериала. А постоянный сценарист, продюсер и режиссёр Гилберт Эдлер и сценарист и продюсер Эй Эл Катц прославились созданием другого шоу для HBO — «Байки из склепа».
После двух сезонов из 44 эпизодов шоу отменили 9 февраля 1990 года из-за низких рейтингов.

## Музыка
Главную музыкальную тему сериала из заставки написал композитор Николас Пайк. Также над шоу работали Питер Бернштайн, Гари С. Скотт, Рэнди Тико и Джуниор Хомрич.
9 ноября 2021 года компания «Terror Vision Records & Video» при поддержке новостного сайта «Bloody Disgusting» анонсировала релиз альбома «Freddy’s Nightamres: The Original Broadcst Soundtrack» на виниле. Издание доступно для заказа с 12 ноября — в коллекцию с альбомом входят 4 голографические наклейки, майка, 2 значка и гид по эпизодам сериала. Музыка из шоу издаётся впервые в каком-либо из форматов.

## Актёрский состав
Роберт Инглунд, сыгравший в восьми фильмах (выходивших с 1984 по 2003 года) оригинального киносериала, и здесь исполнил роль Фредди Крюгера. За время съёмок шоу в сериале появилось множество актёров, среди которых есть такие знаменитости, как:
| - Сара Бакстон - Брэд Питт - Робин Антин - Джордж Лэзенби - Кайл Чендлер - Моррис Честнат - Ева ЛаРю - Джеффри Комбс - Джефф Конауэй - Маришка Харгитей | - Джон Кэмерон Митчелл - Фил Льюис - Эллен Альбертини Дау - Лори Петти - Тим Расс - Дик Миллер - Мэри Кросби - Билл Мозли - Лар Парк Линкольн - Ричард Спейт-Младший |

## Показ

### Премьера
Продюсированием сериала занималась студия «New Line Television», дистрибутором стала компания «Lorimar Television». Повторный показ шоу осуществляла компания «Warner Bros. Television», которая сейчас является подразделением «New Line». Серии выходили в эфир с 8 октября 1988 по12 марта 1990 года.

### Повторы
В 2006 году команда AOL договорилась с дистрибьюторами с «Warner Bros.» о запуске сериала в рамках их нового проекта на In2TV. Кабельный канал ужасов «NBC Universal» под названием «Chiller» транслировал сериал по вторникам в 20:00. На данный момент просмотр канала доступен на DIRECTV. Начиная с 16 июля 2007 года канал показывал сериал в 19:00.

### Трансляция в России
Сериал был показан в России в ночном эфире канала ТНТ в начале 2000-х годов.

### Критика
Марк Пеллегрини присвоил сериалу 6 звёзд из 10, отметив, что лишь 8 эпизодов из 44 посвящены Фредди, лучший из них — «Photo Finish», худший — «Safe Sex».

## Выход на видео

### VHS
Пять эпизодов сериала — «No More Mr. Nice Guy», «Lucky Stiff», «It’s My Party & You’ll Die If I Want You To», «Dreams That Kill» и «Freddy’s Tricks & Treats» — выпустила в США компания «Warner Home Video» на пяти видеокассетах 11 сентября 1991 года.
23 марта 1993 года компания «Braveworld Ltd». выпустила 8 видеокассет для продажи в Великобритании — каждая кассета содержала по 2 эпизода. Кроме того, было выпущено специальное издание с ограниченным тиражом смонтированных первых эпизодов — «No More Mr. Nice Guy» (снятый Тоубом Хупером) и «Killer Instinct» (снятый Миком Гаррисом) — под названием «The Nightmare Begins Again», которое сейчас практически невозможно найти в продаже.
Некоторые эпизоды официально издавались на видеокассетах в следующих странах: Бразилия, Италия, Австралия, Великобритания и Нидерланды — все релизы состояли из кассет, выпущенных отдельно.
Сериал также выпускался на видеокассетах на территории Украины, дистрибьютором считается «Интер-Фильм»

### DVD
На DVD сериал частично издавался лишь в Великобритании и Ирландии: в 2003 году первая часть с 3 эпизодами была выпущена на DVD компанией «Warner Home Video», но продажи показали такой низкий результат, что запланированный релиз второго тома со следующими тремя эпизодами и дополнительными материалам был отменён.
Два эпизода шоу — «It’s A Miserable Life» и «Killer Instinct» — были изданы в 2011 году в качестве дополнительных материалов на отдельном DVD диске в первом релизе франшизы на Blu-Ray.